# USS Falcon (1997)
USS Falcon (MHC-59) (Nederlands: Valk) was een Amerikaanse mijnenjager van de Ospreyklasse. Het schip, gebouwd door Amerikaanse scheepswerf Intermarine USA uit Savannah, was het vierde schip bij de Amerikaanse marine met de naam Falcon. De schepen van de Ospreyklasse waren de eerste schepen bij de Amerikaanse marine die ontworpen waren als mijnenjager.
Een jaar na de in dienst name werd de Falcon op 26 oktober 1997 toegevoegd aan de reservevloot van de Verenigde Staten waar het gebruikt werd voor het opleiden van reservisten. Op 30 juni 2006 is het schip uit dienst genomen.